# Herrensitz Schlößlein
Der Herrensitz Schlößlein ist eine abgegangene mittelalterliche Turmburg im Stadtteil Burgstall der Stadt Rothenburg ob der Tauber im Landkreis Ansbach in Mittelfranken in Bayern.

## Geschichte
Der Weiler Burgstall hat seinen Namen nach einem nicht mehr existenten, als „Schlösslein“ bezeichneten Turmhaus erhalten. Im 14. Jahrhundert gehörte es angeblich den Herren von Seldeneck. Spätere Besitzer waren bis 1364 die Bebenburg, bis 1396 die Zuckmantel und danach die Virnkorn. Im frühen 15. Jahrhundert kam es durch Heirat von den Sorge an die Öffner aus dem Rothenburger Patriziat. 1462 soll die Burg durch Adam von Rhein zum Teil niedergebrannt worden sein. Ab 1564 saßen hier die von Thüna. 1650 verkauften diese es an den schwedischen Major Wilhelm Kaspar Erhard. Von dessen Erben wurde es 1850 weiterveräußert.

## Beschreibung
Das eigentliche Burggebäude ist um 1870 abgerissen worden, heute steht nur noch ein Gutshof mit einem Herrenhaus von 1858. Nach einem alten Ölgemälde stand das Turmhaus am nördlichen Rand des Schandtaubertales. Es bestand aus einem hohen, massiven Erdgeschoss mit Altan im Süden und Erker im Osten. Das auskragende Obergeschoss war in Fachwerk errichtet.